# Поня (Вілейський район, Довгиніська сільська рада)
Поня (біл. вёска Поня) — село в складі Вілейського району Мінської області, Білорусь. Село підпорядковане Довгинівській сільській раді, розташоване в північній частині області.

## Історія
У 1921–1945 роках село знаходилось у Польщі, у Вільнюській воєводстві, Вілейського повіту, гміні Довгиново.

## Населення
- 1921 рік - 233 люди, 40 будинки[1].
- 1931 рік - 264 люди, 43 будинки[2].